# Das Traumhotel – Überraschung in Mexiko
Überraschung in Mexiko ist ein deutsch-österreichischer Liebesfilm aus dem Jahr 2005. Der Fernsehfilm ist der vierte Teil der Filmreihe Das Traumhotel.

## Handlung
Das Jubiläum des Traumhotels der Siethoff-Gruppe in Mexiko, der Hacienda Temozon, steht unmittelbar bevor. Anlässlich dieses Ereignisses unternehmen die Hotelmagnatin Dorothea von Siethoff und ihr Neffe, der Hotelmanager Markus Winter, eine Reise dorthin. Dorothea möchte für ihr Hotel einige wertvolle Bilder erstehen und hat einen lokalen Kunstexperten angefordert. Schon kurz nach der Landung stellt sich heraus, dass es sich bei dem Experten um Dorotheas Jugendliebe Julian von Behrenberg handelt. Im Hotel eingetroffen erfährt Markus, dass der dortige Direktor während des Trubels um die Jubiläumsfeier einen Herzinfarkt erlitten hat und in ein  Krankenhaus gebracht werden musste. Kurz entschlossen übernimmt Markus die Leitung des Hotels. Wertvolle Hilfe erhält er von der charmanten Hotelangestellten Esmeralda und dem Empfangschef Charles.
Charles und Esmeralda sind miteinander liiert, doch Charles ist übermäßig eifersüchtig, was immer wieder zu Krisen in der Beziehung führt, bis Esmeralda ihre Stellung kündigt und das Hotel während der Jubiläumsvorbereitungen verlässt.
Matthias Greiner, ein Ingenieur aus Ingolstadt, verbringt mit seinem kleinen Sohn Joshi den Urlaub in der Hazienda Temozon. Seit Joshis Mutter die Familie wegen einer neuen Liebe verlassen hat, ist Joshi stark traumatisiert und spricht nicht mehr. Unter den Hotelgästen befindet sich auch die eher unbekannte Schauspielerin Norma Wood, die sich in Mexiko einer Schönheitsoperation unterziehen möchte. Matthias ist von der Dame sehr angetan und möchte sie näher kennen lernen. Durch ihr zunächst affektiertes Gehabe stößt sie ihn aber wiederholt vor den Kopf.
Tante Dorothea, neu verliebt, verbringt ihre Tage fast ausschließlich mit Julian von Behrenberg. Markus misstraut dem mittellosen Charmeur, der offensichtlich einige Jahre hinter Gittern verbracht hat.
Als schließlich das Jubiläumsfest des Hotels gefeiert wird, haben sich jedoch alle Wogen geglättet. Der überraschend angereisten Leonie, Markus‘ Tochter, gelingt es, Esmeralda zur Rückkehr ins Hotel zu überreden, wo sie auch einen Neuanfang mit Charles wagt. Joshi hat an einer von Markus vorgeschlagenen  Delphintherapie teilgenommen und sein Sprechvermögen zurückgewonnen. Auch Norma und Matthias sind nun ein Paar. Zudem stellt sich heraus, dass Julian von Behrenberg seinerzeit unschuldig im Gefängnis gesessen hat.

## Produktion
Das Traumhotel – Überraschung in Mexiko wurde vom 16. November 2004 bis zum 16. Dezember 2004 in Mexiko  gedreht. Die Kostüme schuf Mo Vorwerck, das Szenenbild stammt von Lars Lange. Der Film wurde am 29. April 2005 im Ersten zum ersten Mal ausgestrahlt.

## Kritik
TV Spielfilm  tat die Traumhotel-Episode Überraschung in Mexiko mit dem Satz ab: „Schmonzes, definitiv ohne Überraschungen.“
Für den film-dienst war Überraschung im Mexiko eine „Episode der seichten Traumhotel-Serie, die ihre Geschichte vor exotischer Landschaftskulisse wenig abwechslungsreich abspult.“